# جيسيكا بيك
جيسيكا بيك (بالإنجليزية: Jessica Corry)‏ هي كاتِبة أمريكية، ولدت في 1979 في الإسكندرية في الولايات المتحدة.